# Oldenlandia hedyotidea
Oldenlandia hedyotidea är en måreväxtart som först beskrevs av Dc., och fick sitt nu gällande namn av Hand.-mazz.. Oldenlandia hedyotidea ingår i släktet Oldenlandia och familjen måreväxter. Inga underarter finns listade i Catalogue of Life.